# Улица Столетовых
Улица Столетовых — короткая, около 200 м, улица города Владимир. Расположена в исторической части города, проходит от Большой Московской улицы до улицы Воровского.

## История
Проходит по границе древнего Владимирского городища (Ветчаный город), по чётной стороне улицы сохранились остатки древнего оборонительного (Ивановского) вала.
Первоначальное название улицы — Рождественская, по близ расположенному Богородице-Рождественскому монастырю.
В 1927 году Постановлением Владимирского горсовета, переименована в Пролетарскую.
Современное название в честь уроженцев Владимира братьев Александра (1839−1896) и Николая (1831−1912) Столетовых дано в 1970 году.
В советское время (1968 год) на месте снесённой ветхой застройки на чётной стороне улицы было построено здание гостиницы и ресторана «Нерль»
18 сентября 1991 года на 14 сессии Владимирского городского Совета народных депутатов была утверждена Программа топонимической реставрации города Владимир, в том числе список улиц, чьи исторические названия подлежат восстановлению, улица Столетовых в их числе.

## Достопримечательности
д. 3 — Дом-музей Столетовых — открыт в 1976 году. Экспозиция музея, в которой имеется более 400 подлинных экспонатов, посвящена жизни братьев Николая и Александра Столетовых. В феврале 2021 года завершена реставрация внешнего облика столетовского дома, а к концу года — полное возрождение его исторических интерьеров.